# Vince Lawrence
Vince Lawrence (né le 6 janvier 1964 à Chicago, dans l'Illinois) est un producteur américain de house. Lawrence est un homme d'affaires et l'un des principaux innovateurs du genre house,,. Les initiés de l'industrie reconnaissent que Lawrence est le co-auteur de On and On, le premier enregistrement officiellement désigné comme « house music »,,,,. 
Il travaille avec Jesse Saunders à la création initiale de Jes Say Records, dont il dessine le logo à la main. Il est responsable du marketing et écrit les paroles de Funk U Up (premier titre house entré dans le Billboard), Undercover de Dr. Derelict, Real Love, et de nombreuses autres chansons sorties à l'apogée du label. Il coécrit également Love Can't Turn Around, avec Daryl Pandy, qui atteint la dixième place du UK Singles Chart en 1986, lançant ainsi la révolution de la house au Royaume-Uni,. Il fonde Trax Records, un label house de Chicago. Il est le fondateur de Slang MusicGroup, qui reçoit de nombreuses certifications d'or et de platine pour ses contributions.

## Histoire
À l'époque, le père de Vince travaille avec Eddie Thomas de Curtom Records. Eddie gère plusieurs groupes de soul et funk, dont Captain Sky, un artiste de funk qui se produit sur Soul Train et dans d'autres émissions. Une année, Vince part en tournée avec les musiciens. Il fait leur travail de pyrotechnicien et observe le gars qui jouait des synthétiseurs et des claviers. Il le trouve intéressant, décide d'en apprendre un peu plus sur ses synthétiseurs, et trouve un emploi d'ouvreur à Comiskey Park pour les payer. Une nuit où il est de service s'avère être la tristement célèbre Disco Demolition Night,.
Après avoir été victime d'un crime de haine, Vince s'arrange à l'amiable pour 5 000 dollars afin d'acheter ses premiers synthétiseurs.
Il économise suffisamment d'argent pour acheter un petit synthétiseur, un Moog Prodigy. S'inspirant de ses mentors, Vince monte son propre groupe, Z Factor, avec Fred Riley (claviers), Bernadette Rabaya (chanteuse), Carlos Giammarese (guitare) et Cordell (batterie). Vince chante et joue des claviers.
Leur premier disque s'intitule (I Like To Do It In) Fast Cars et sort en 1982, alors que Vince a dix-huit ans. Le père de Vince place le disque sur son label, Mitchbal Records. Le disque est joué sur WGCI en rotation régulière et quelques disques sont vendus. À la même époque, Vince fréquente un club pour adolescents appelé The Playground, créé par un jeune entrepreneur, Craig Thompson. Il y rencontre Jesse Saunders et Farley Keith, les DJ. Ils passaient de vieux disques disco qu'ils mélangent à la musique des B-52. Vince y trouve un emploi, par l'intermédiaire de Jesse, en tant qu'éclairagiste. Il apporte son disque à Jesse et à Farley et ils le jouent. Vince leur dit que ce qu'ils jouaient pouvait être enregistré et que cela les rendrait encore plus populaires en tant que DJ. En enregistrant un disque, les foules des clubs sauraient qui est le DJ annoncé, ce qui augmenterait l'affluence. Vince dit à Jesse qu'il possède un synthétiseur et qu'il fait partie d'un groupe. Ils décident de travailler ensemble pour réaliser ce qui deviendra le premier disque maison,.
Ils écrivent le début du disque On and On ainsi que dix ou onze autres chansons. Ils créent ensuite des On and On Traxs et se rendent chez Precision Records, une usine de pressage, pour payer 500 disques, qui seront joués dans les clubs. En trois semaines, elle devient la chanson la plus populaire de la ville. Vince dit à Jesse qu'ils devraient vendre les disques au stand de la concession du Playground. Ils rencontrent le type qui tenait le stand, Duane Buford, et quand il s'avère que Duane jouait du piano, ils décident de faire de la musique ensemble,.
Comme il était difficile de vendre les disques au kiosque, ils ont décidé de se rendre dans un magasin de disques appelé Imports Etc. où ils vendent un millier de disques pour quatre dollars l'unité. Ils organisent une fête chez Duane et écrivent Night Flight, Dum Dum, I'm the DJ et bien d'autres chansons qui deviendront populaires par la suite. Certaines d'entre elles sont sorties sur le label du père de Vince, Mitchbal, et les autres sur un label que Vince a baptisé Jes Say Records en l'honneur de Jesse. Le logo est écrit de la main de Vince.
Toutes les deux semaines, Vince retourne au Precision Records pour obtenir d'autres disques auprès du propriétaire, Larry Sherman. Le fait que l'adolescent soit un client régulier éveille la curiosité du propriétaire, et Larry lui demande ce qu'il faisait avec les disques. Après que Vince lui a dit qu'il les vendait pour quatre dollars, Larry et Vince concluent un accord selon lequel Larry presserait les disques gratuitement et partagerait les bénéfices. Vince veut un label qui corresponde à ce qu'ils font et trouve le nom de Trax Records,,.